# 키푸체

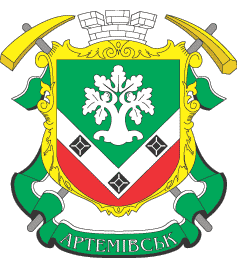
시의 문장

키푸체(우크라이나어: Кипуче, 러시아어: Кипучее 키푸체예[*]) 또는 아르테미우스크(우크라이나어: Артемівськ, 러시아어: Артёмовск 아르툐몹스크[*])는 우크라이나 루한스크주 페레발스크군에 위치한 도시이다. 2022년 추계 인구는 7,162명. 2016년 탈공산화 정책에 따라 아르테미우스크에서 키푸체로 이름이 되돌려졌으나 2014년 돈바스 전쟁 이래로 친러시아 반군에 점령되어 루한스크 인민공화국이 아르툐몹스크로서 실효지배 중이다. 똑같이 아르툐몹스크라는 별칭을 가진 도네츠크주 바흐무트로부터 60km 떨어져 있다.